# Мадонна-дель-Орто
Мадонна-дель-Орто (итал. Chiesa della Madonna dell'Orto — Церковь Мадонны в Саду) — римско-католическая приходская церковь в Венеции, расположена в сестиере (районе) Каннареджо на одноимённой площади в северной части города. Знаменита тем, что в этом храме находятся одни из лучших картин выдающегося венецианского живописца Тинторетто.

## История
В 1350 году члены «Ордена Смиренных» (лат. humiliati — смиренные, покорные) построили церковь, посвятив её Святому Христофору, покровителю путешественников и корабельщиков. Деревянную статую святого обнаружили поблизости. Ныне она хранится в церкви, в капелле Сан Мауро.
В 1377 году основали монастырь и на пожертвования под руководством Тиберио да Парма (могила архитектора находится внутри церкви) отстраивали церковь во имя «Мадонны в саду». Поводом для нового освящения стала передача монастырю скульптуры сидящей Мадонны с Младенцем, якобы найденной в соседнем «огороде», или «овощном саду» (итал. orto — огород, сад). На самом деле автор, скульптор Джованни Де Санти, установил изваяние в своём саду, поскольку заказчик — община церкви Санта-Мария-Формоза — её не принял. Вскоре обнаружилась особая благодать скульптуры, и от неё в ответ на молитвы стали ждать чудес. Тогда изваяние перенесли в храм и переименовали церковь Святого Христофора в церковь Мадонны-дель-Орто. Теперь скульптура находится перед входом в правую капеллу от главного алтаря.
В 1399 году церковь расширяли и перестраивали. Монахи ордена «Смиренных» из-за их «порочных обычаев» были изгнаны в 1462 году, и церковь Мадонны-дель-Орто была передана конгрегации «Регулярных каноников Сан-Джорджо в Альге» (Canons Regular of San Giorgio in Alga). В 1669 году церковь взяли под покровительство монахи-цистерцианцы, которые первоначально жили в монастыре Сан-Томмазо деи Боргоньони на острове Торчелло, и оставались там до конца республики (1797).
В 1787 году церковь перешла в государственное управление. Реставрация была начата под властью Австрии в 1840-х годах и завершилась в 1869 году, когда Венеция стала частью единого Королевства Италии. Стоящая рядом кампанила (колокольня) возведена в 1332 году, перестроена в 1503 году. По мнению некоторых исследователей, верхний ярус кампанилы с необычным куполом послужил образцом для наверший двух башен, «валлийских капюшонов» (welschen Hauben), церкви Фрауэнкирхе в Мюнхене .
Обрушившийся после шторма купол кампанилы был восстановлен в 1818 году по инициативе австрийских правителей. Интерьер перестраивали и реставрировали в 1837—1848, 1869, 1892—1893 и 1930—1937 годах. В ноябре 1966 года церковь понесла потери в результате наводнения. Помимо здания пострадало внутреннее убранство церкви, в том числе картины Тинторетто. В рамках программы «Спасите Венецию» церковь и картины после наводнения были отреставрированы одними из первых.

## Архитектура

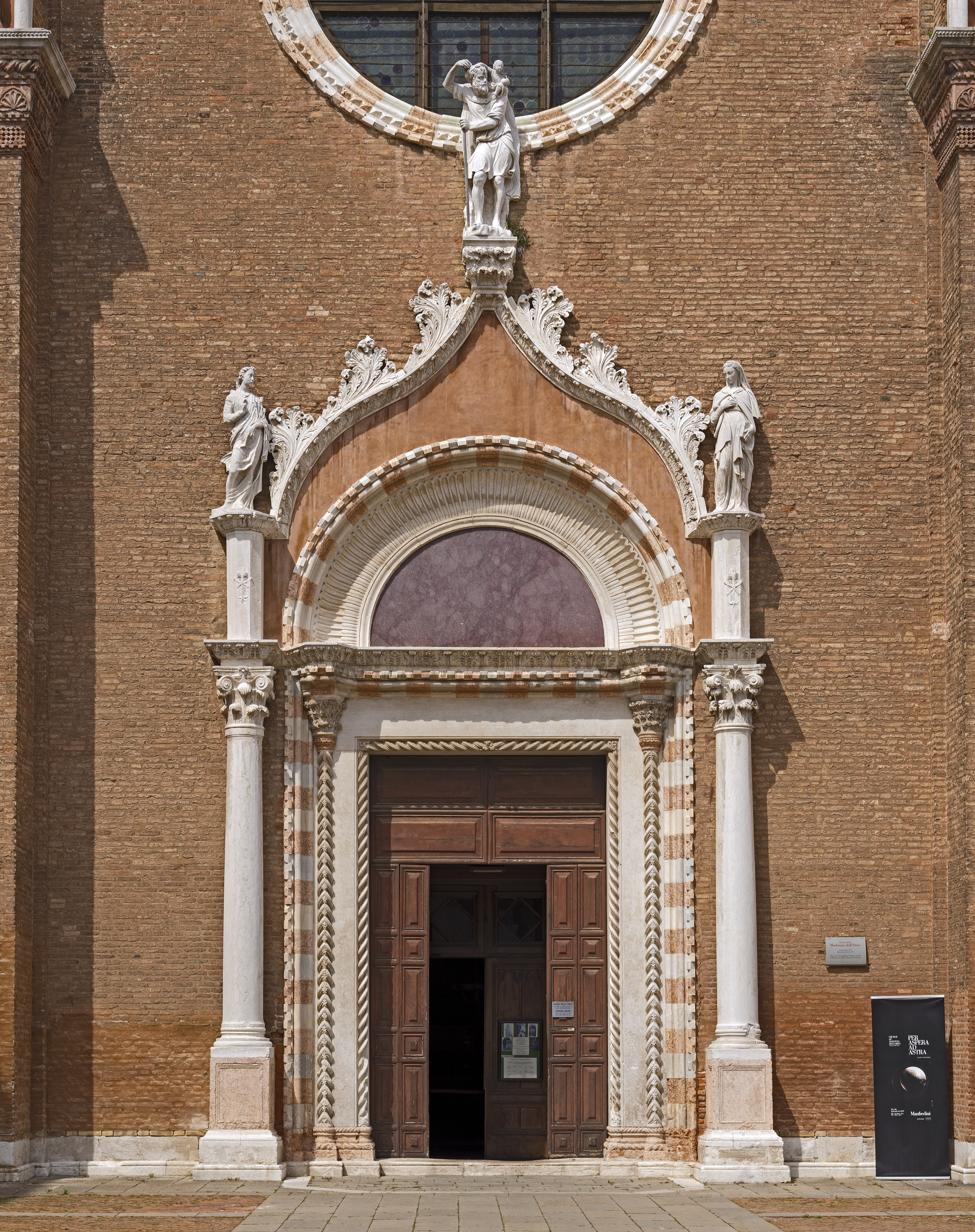
Портал церкви. 1460—1464. Архитектор Б. Бон. Добавления 1481 г.

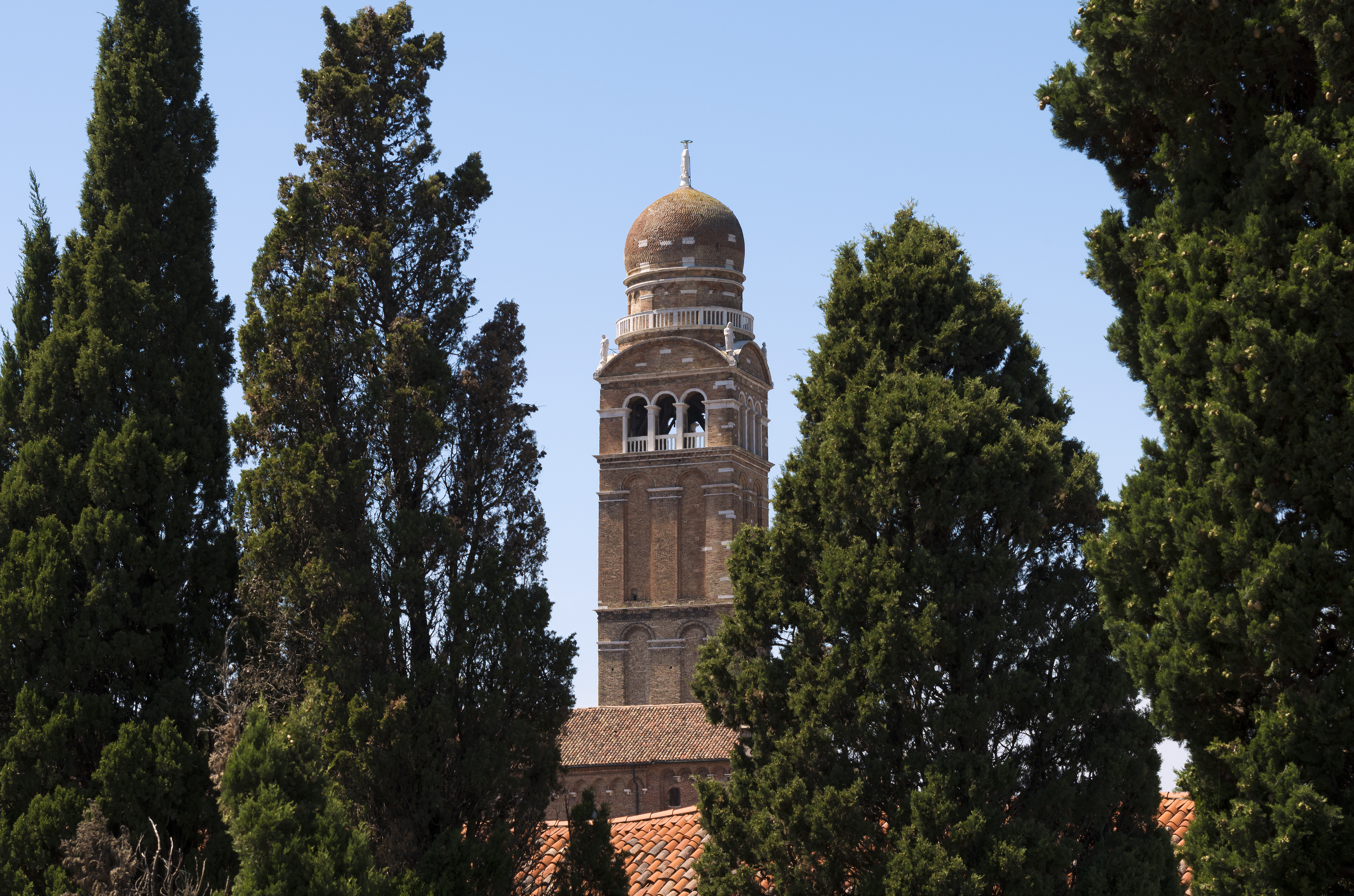
Кампанила церкви

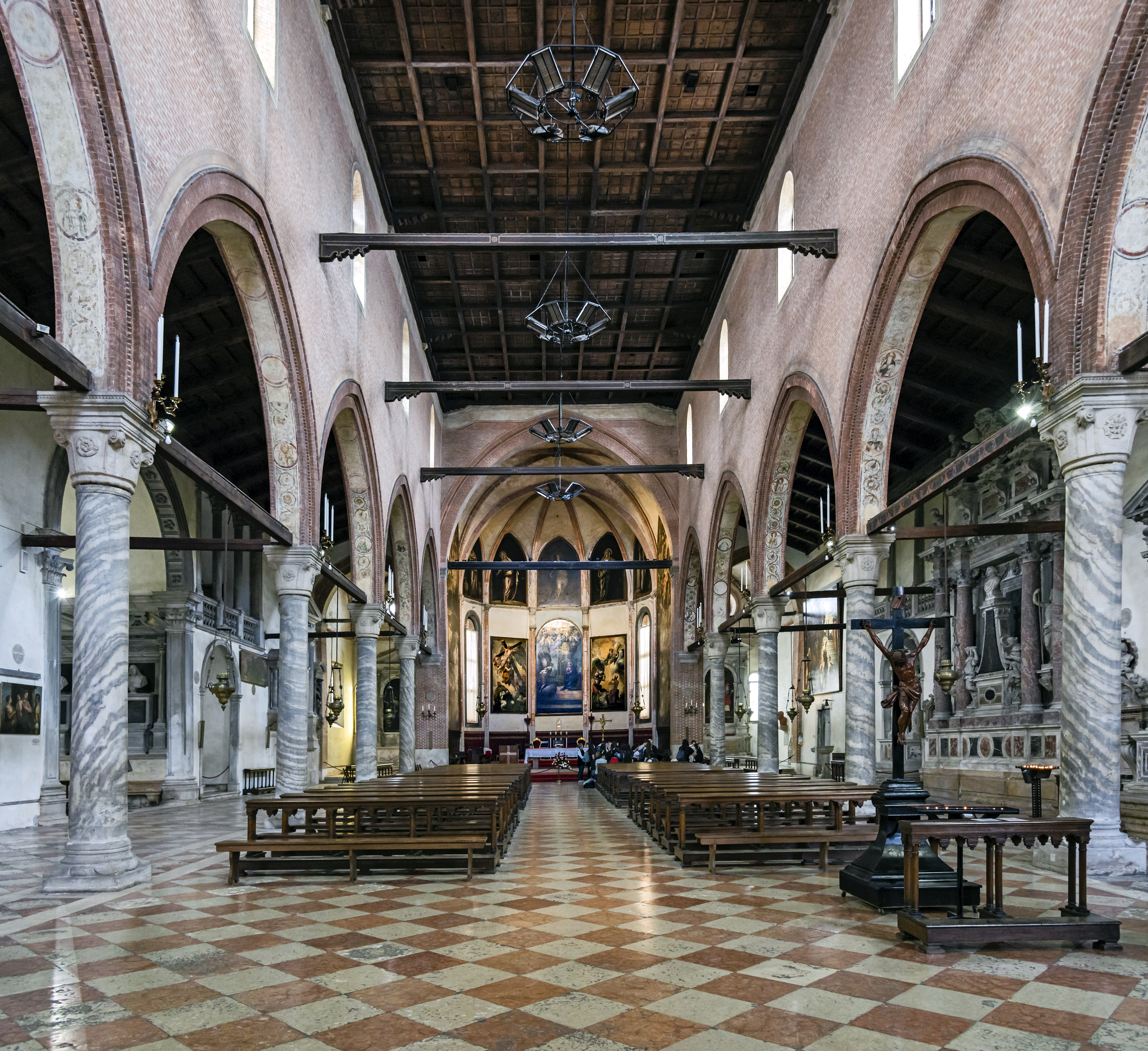
Главный неф

Церковь построена в готическом стиле, её отличительной особенностью является двуцветность (красный кирпич и белый известняк декоративных деталей) и луковичный купол колокольни. Фасад выполнен в 1460—1464 годах из кирпича и украшен богатой белокаменной резьбой. Композиция следует венецианской традиции трёхчастных фасадов монументальных храмов, примерами которых являются фасады церквей Санта-Мария-Глорьоза-дей-Фрари и Санти-Джованни-э-Паоло (Дзаниполо). Трёхчастный фасад соответствует делению интерьера на три нефа.
Портал создан венецианским архитектором Бартоломео Боном, он совмещает в себе черты готической и ренессансной архитектуры: полуциркульную и килевидную арки, ренессансные колонки и готический орнамент. На вершине арки установлена скульптура, изображающая Св. Христофора с Младенцем на руках. Две колонки портала были добавлены в 1481 году. Они завершены двумя симметричными статуями: Девы Марии и Архангела Гавриила. Христофор и Дева Мария — работа скульптора Николо ди Джованни Фиорентино, статую Архангела Гавриила создал Антонио Риццо.
Над порталом — два круглых окна, по сторонам — готические окна и аркатурные ниши с трифолиями, в них находятся скульптурные фигуры Двенадцати апостолов. В XVIII веке к ним добавили аллегорические статуи христианских добродетелей: Благоразумие, Милосердие, Вера, Надежда и Умеренность.
Трёхнефная церковь имеет простую двускатную кровлю. Трансепт отсутствует. Многие капеллы боковых нефов дополняли позднее.

## Интерьер храма и шедевры Тинторетто
Внутри церкви нефы разделены аркадами: стрельчатые арки опираются на невысокие романские колонны. Художественное значение храма нераздельно связано с именем Якопо Робусти, прозванного Тинторетто, который жил неподалёку и был прихожанином этой церкви. По заказу общины он написал несколько выдающихся картин. Ими украшены боковые стороны пятиугольной в плане апсиды. Близ алтаря, в боковом приделе справа находится могильная плита над захоронением выдающегося художника.
В центре апсиды находится алтарная картина Якопо Негретти (Пальмы Старшего) «Благовещение Деве Марии». По сторонам — две картины Тинторетто, слева: «Видение Креста Святому Петру» (La visione della Croce a S. Pietro, 1562—1556), справа: «Обезглавливание апостола Павла» (La decollazione di S. Paolo, 1550—1553). Вверху, в сегментах конхи (слева направо) картины с аллегорическими фигурами: «Умеренность», «Справедливость», «Благоразумие», «Мужество» (работы Тинторетто, 1562—1563), «Вера» (работы Пьетро Риччи, добавлена позднее, ок. 1650 г.). По обе стороны от алтаря, симметрично расположены две огромные картины (1450 x 590 см) Тинторетто. Слева: «Страшный суд» (Il Giudizio universale, 1562—1563); справа: «Поклонение золотому тельцу» (L’adorazione del vitello d’oro, 1562—1563).
В церкви имеются ещё два шедевра Тинторетто. В правом нефе: «Введение Марии во храм» (Presentazione della Vergine al Tempio, 1552—1553) и в Капелле Контарини: «Чудо Святой Агнессы» (Il miracolo di S. Agnese, 1575). Выдающийся австрийский историк искусства Макс Дворжак восторженно описывал картину «Введение Марии во храм», подчёркивая характерные для искусства периода маньеризма черты, получившие наиболее сильное воплощение именно в живописи Тинторетто для церкви Мадонна-дель-Орто: эффекты сильных ракурсов, контрастов светотени и предельной динамики композиции: 

 «Вдоль стены здания располагаются на ступенях лестницы нищие, каких ещё двадцать лет тому назад можно было видеть у итальянских церквей. Эта половина изображения совершенно погружена во тьму, в которой едва можно разобрать отдельные формы; художник словно бы хотел охарактеризовать здесь теневую сторону жизни, нищету, омрачённое сознание. Другая половина освещена, и здесь мы видим более приветливые сцены: трёх матерей с их детьми… Этим трём женщинам противопоставлены на самой вершине композиции трое мужчин, и среди них — великан первосвященник… Мария — маленькая девочка, которая торжественно шагает вверх по ступеням и которую столь же торжественно встречает первосвященник. Небо позади Марии озарено: так возвещает о себе новое будущее человечества, о котором, по-видимому, догадывается старик в левом нижнем углу изображения — удивительная фигура, выхваченная из тёмного фона яркими лучами света и отчётливо напоминающая поздних персонажей Микеланджело: мы обнаруживаем здесь и другие своеобразно вытянутые фигуры наподобие тех, что изображал в последний период своего творчества Микеланджело, — их возникновение, как и в искусстве готики, обусловлено стремлением преодолеть скованность массы посредством предельного развития по вертикали».
Б. Беренсон также писал, что Тинторетто «непосредственно ощущал огромное воздействие микеланджеловского искусства… Это вылилось у него в эффектах света, которыми он пользовался так, будто его рукам дана была власть прояснять или затемнять небеса, покоряя их своей воле».
А. Г. Габричевский считал Тинторетто и его произведения для церкви Мадонна-дель-Орто «ключевым моментом» развития истории изобразительного искусства в отношении понимания света и пространства. «Для Габричевского главный герой искусства Тинторетто — единое, органическое, как бы одушевлённое пространство».
В капеллах боковых нефов находятся многие другие произведения изобразительного искусства: в Капелле Вендрамин картина Тициана «Товия и ангел», в других капеллах работы Чимы да Конельяно («Иоанн Креститель со святыми»), картины Антонио Молинари, Антонио Риццо, Пьетро Баццани, Джузеппе Сарди, Маттео Понцоне и других художников. В капелле Валье над алтарём находилась картина Джованни Беллини «Мадонна с Младенцем» (1481). Она была украдена из церкви в 1993 году и до настоящего времени не найдена.
Орган церкви был построен в 1878 году и является одним из самых мощных в Венеции.

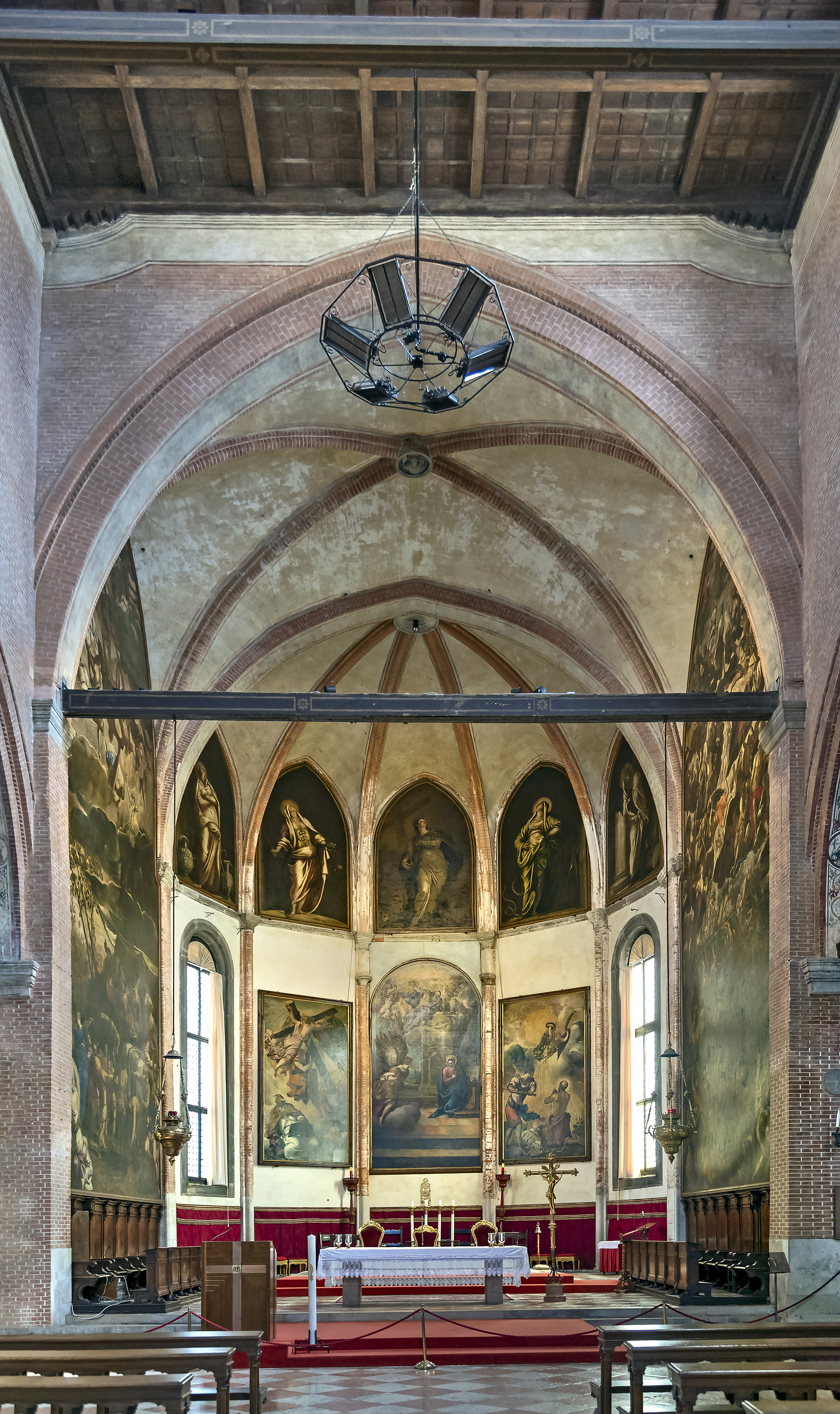
Апсида
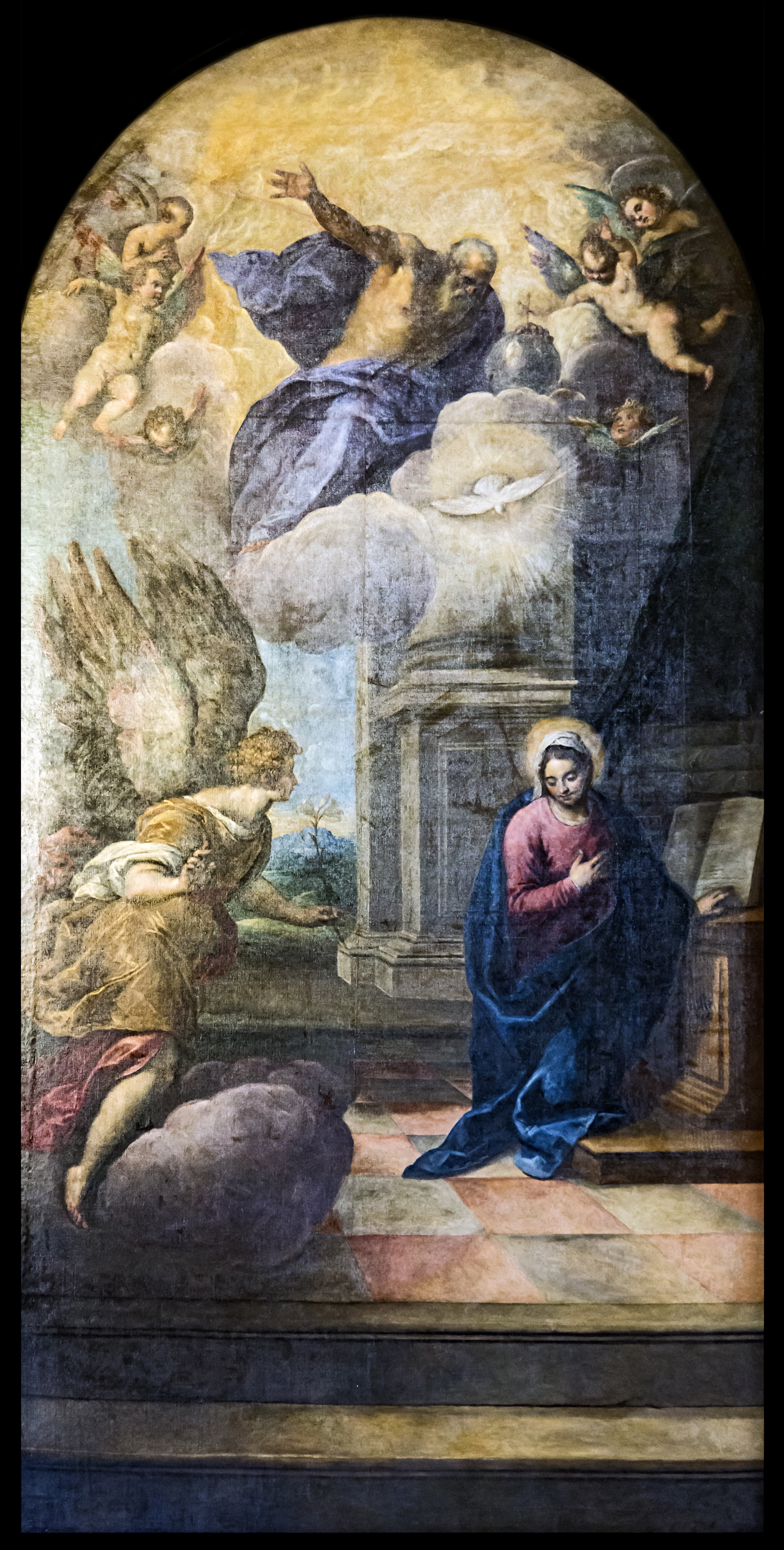
Я. Негретти (Пальма Старший). Алтарный образ «Благовещение Деве Марии». 1590. Холст, масло
Тинторетто. Страшный суд. 1562—1563. Холст, масло
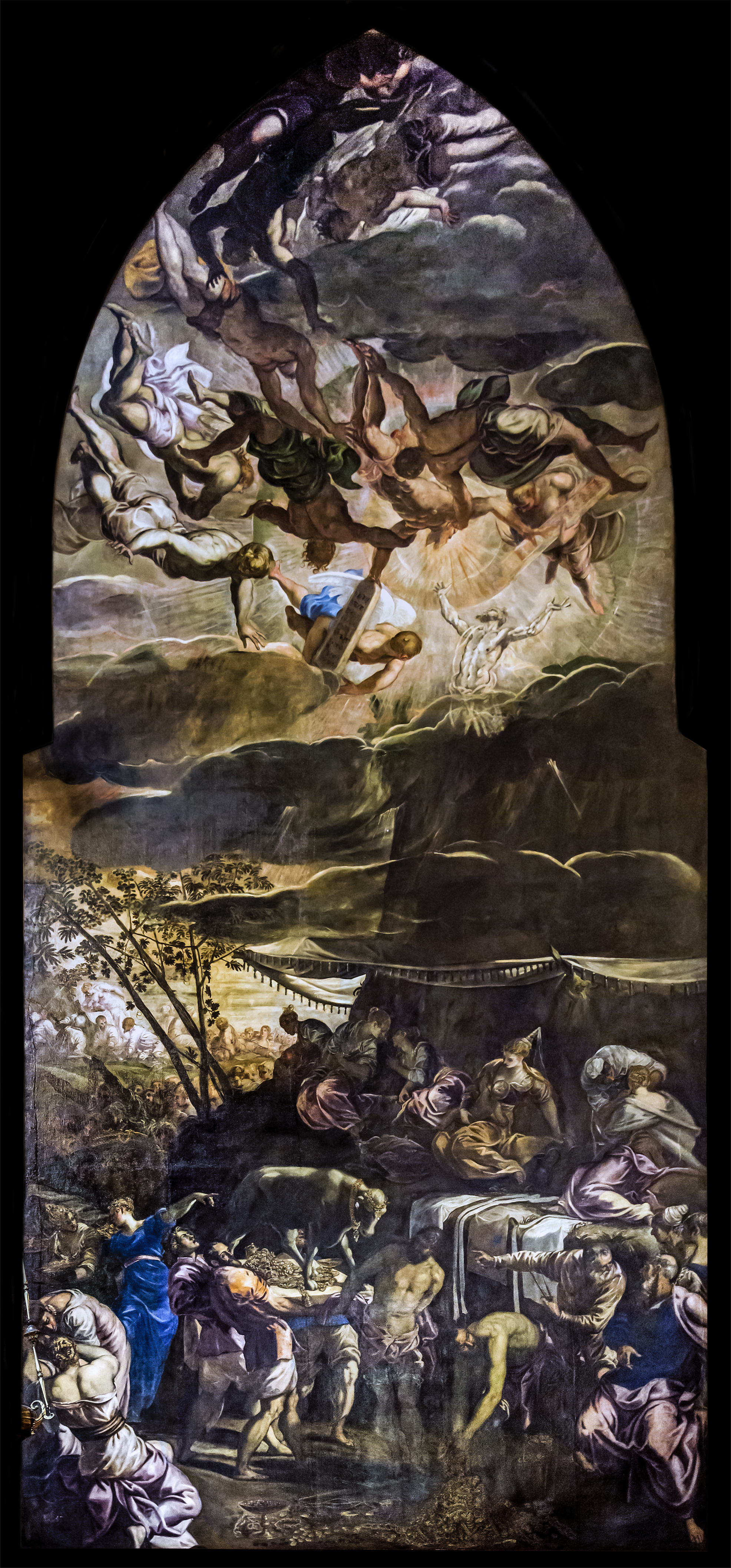
Тинторетто. Поклонение золотому тельцу. 1562—1563. Холст, масло
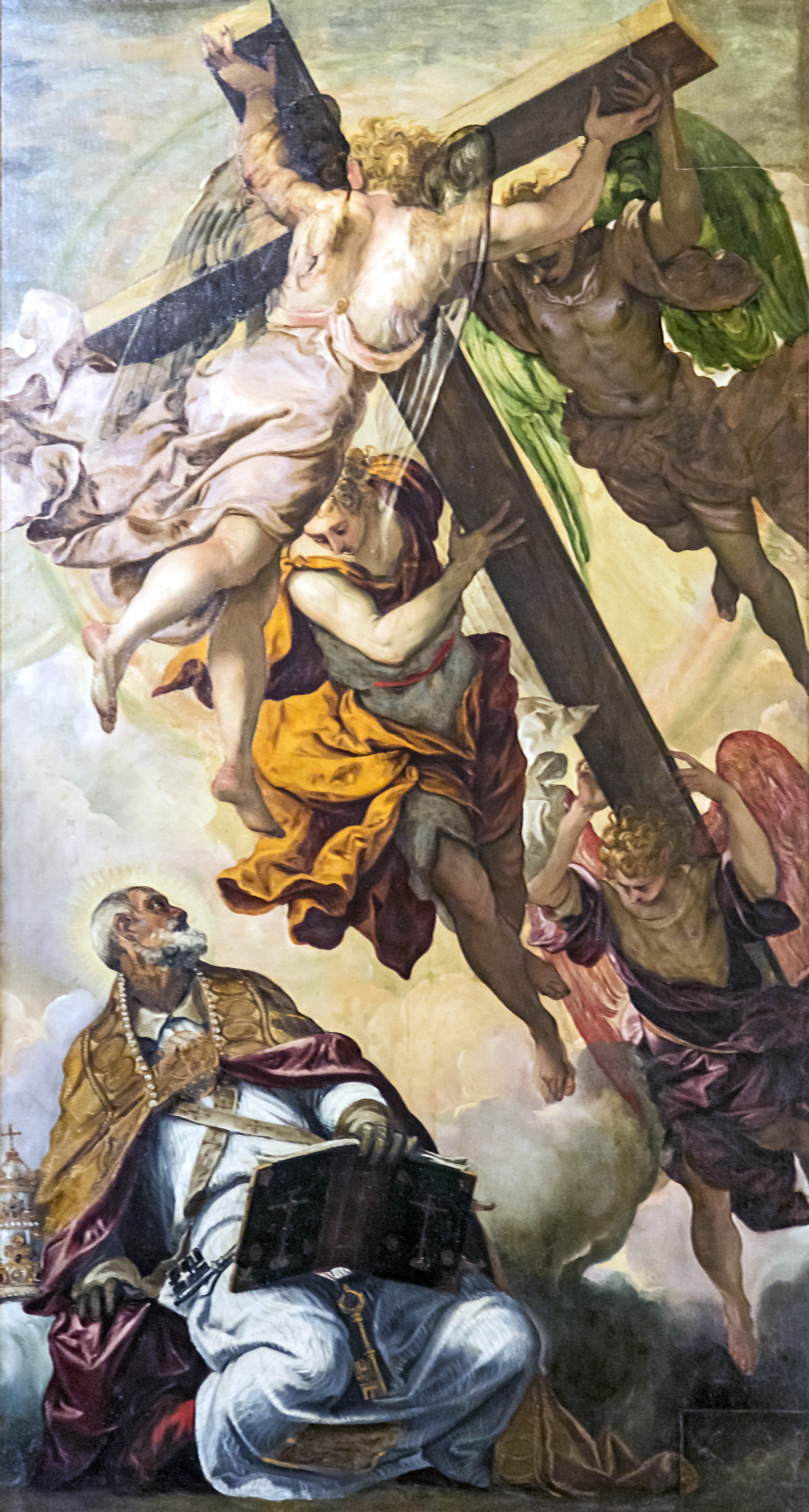
Тинторетто. Видение Креста Святому Петру. 1562—1556. Холст, масло
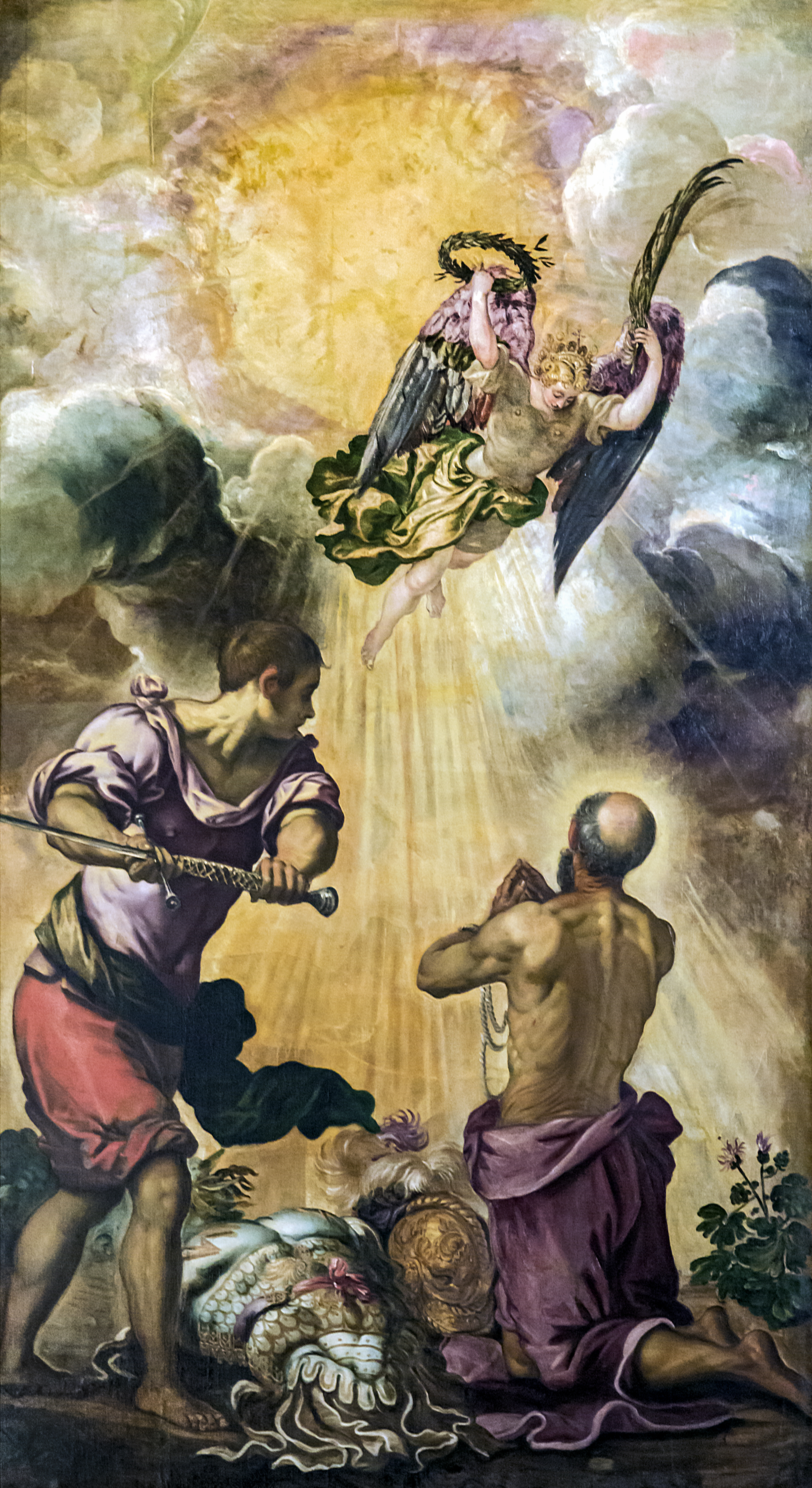
Тинторетто. Обезглавливание апостола Павла. 1550—1553. Холст, масло
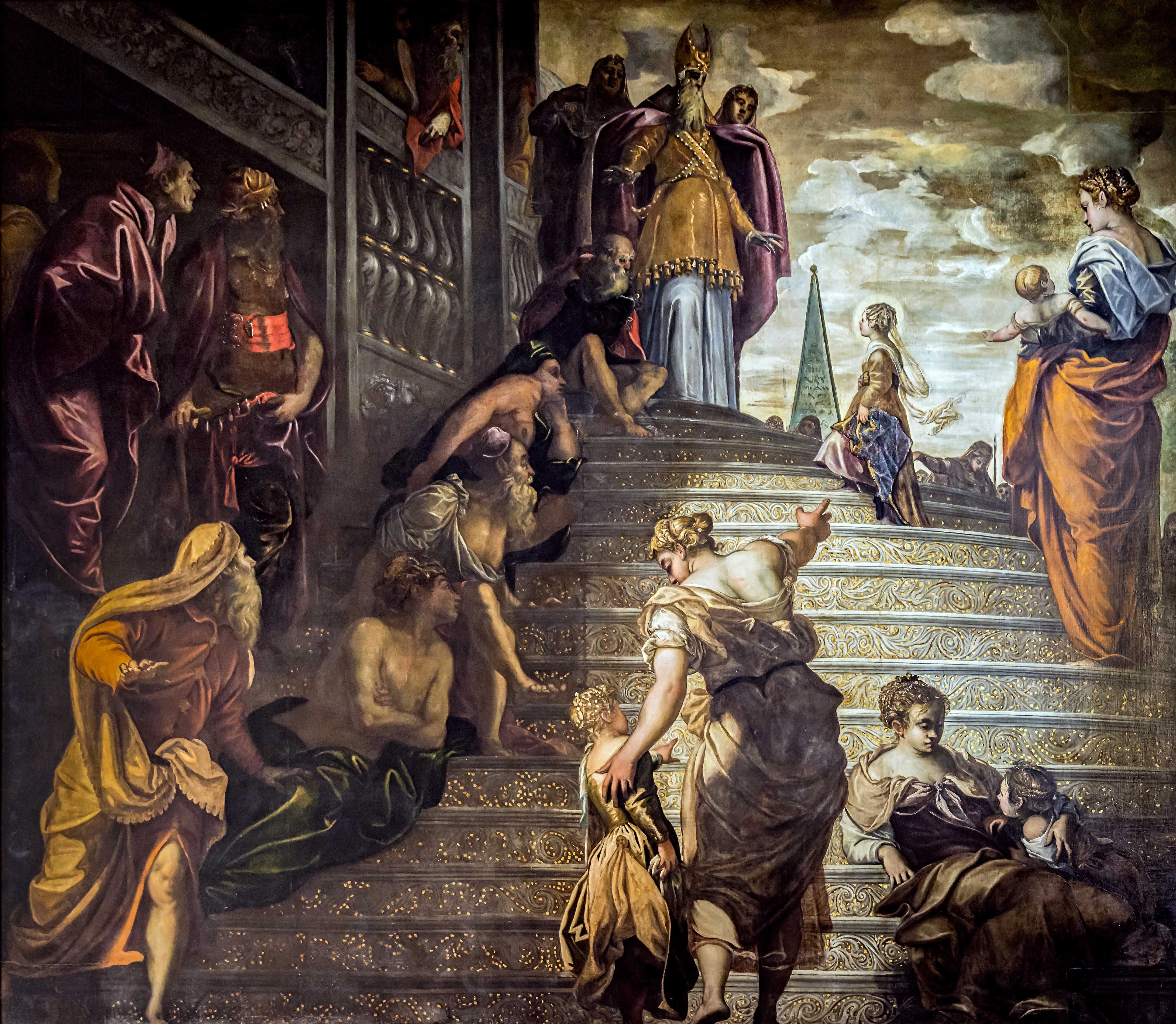
Тинторетто. Введение Марии во храм. 1552—1553. Холст, масло
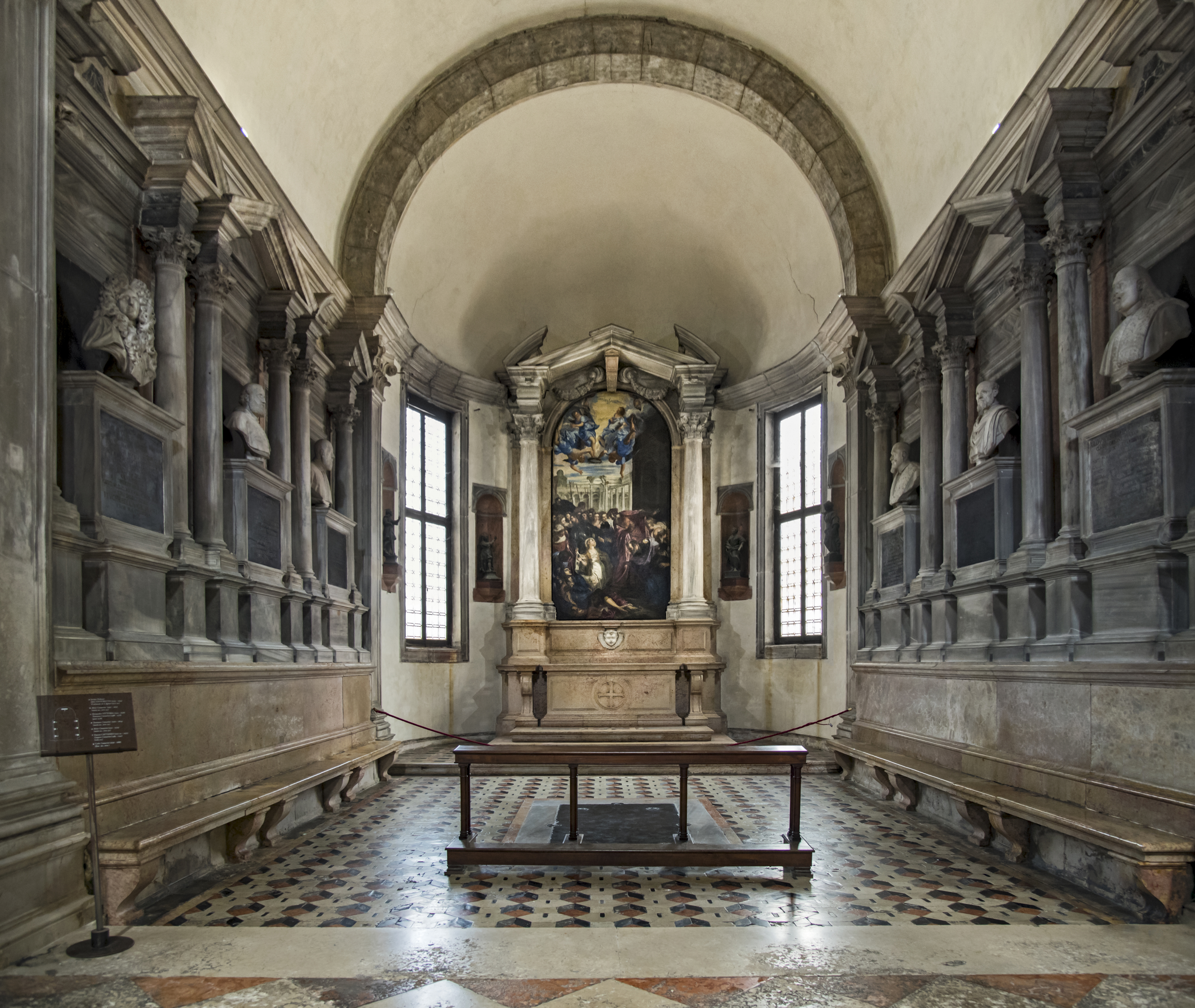
Капелла Контарини. Картина Тинторетто «Чудо Святой Агнессы». 1575. Холст, масло